# Nicolai Fechin House
La Nicolai Fechin House est une maison américaine située à Taos, dans le comté de Taos, au Nouveau-Mexique. Construite en 1927 dans le style Pueblo Revival, elle est originellement occupée par l'artiste Nikolaï Fechine et aujourd'hui par le musée d'art de Taos. Inscrite au New Mexico State Register of Cultural Properties depuis le 22 juin 1979, elle l'est également au Registre national des lieux historiques depuis le 31 décembre 1979.